# Mściciel (film 2004)
Mściciel (tytuł oryg. Wake of Death) – film akcji z 2004 roku, zrealizowany w koprodukcji czterech państw: Stanów Zjednoczonych, Niemiec, Francji i Republiki Południowej Afryki.

## Fabuła
Ben Archer (Jean-Claude Van Damme) to były gangster, który wycofał się z zawodu, by żyć spokojnie z rodziną. Pewnego dnia jego żona Cynthia (Lisa King), pracowniczka biura imigracyjnego, bierze pod opiekę znalezioną wśród uchodźców z Chin małą Kim (Valerie Tian). Dziewczynka jest poszukiwana przez swojego ojca, który na jej oczach zabił matkę, a także jest zamieszany w przemycanie heroiny. Wplątana w sprawy chińskiej Triady Cynthia ginie z rąk ojca Kim. Ben postanawia zemścić się za śmierć żony i odbić porwanego syna Nicholasa (Pierre Marais).

## Obsada
- Jean-Claude Van Damme − Ben Archer
- Valerie Tian − Kim
- Simon Yam − Sun Quan
- Tony Schiena − Tony
- Danny Keough − Mac Hoggins

i inni